# Jasminocereus thouarsii
Jasminocereus thouarsii är en kaktusväxtart som först beskrevs av Frédéric Albert Constantin Weber, och fick sitt nu gällande namn av Curt Backeberg. Jasminocereus thouarsii ingår i släktet Jasminocereus och familjen kaktusväxter. Inga underarter finns listade i Catalogue of Life.

## Bildgalleri

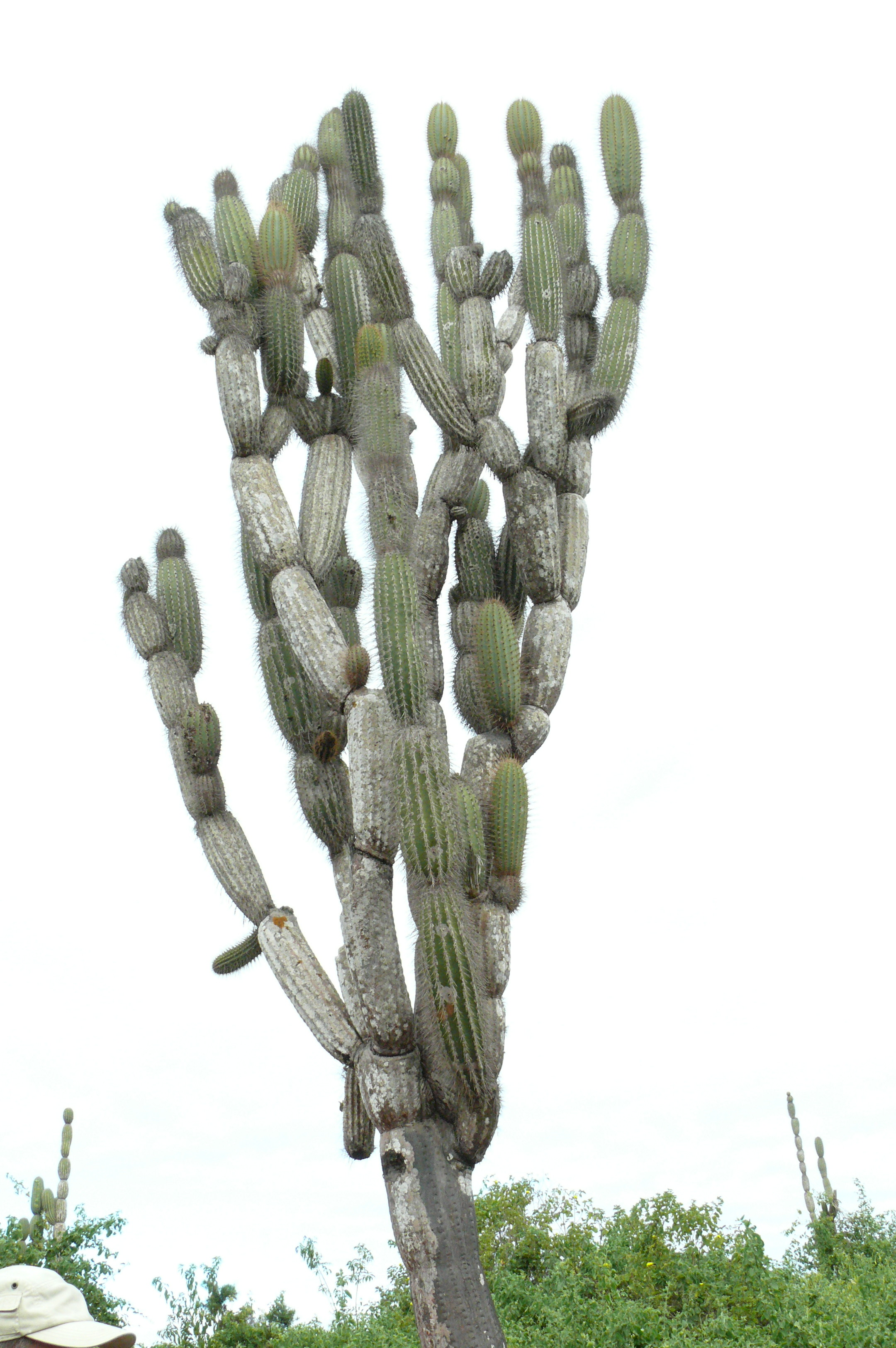
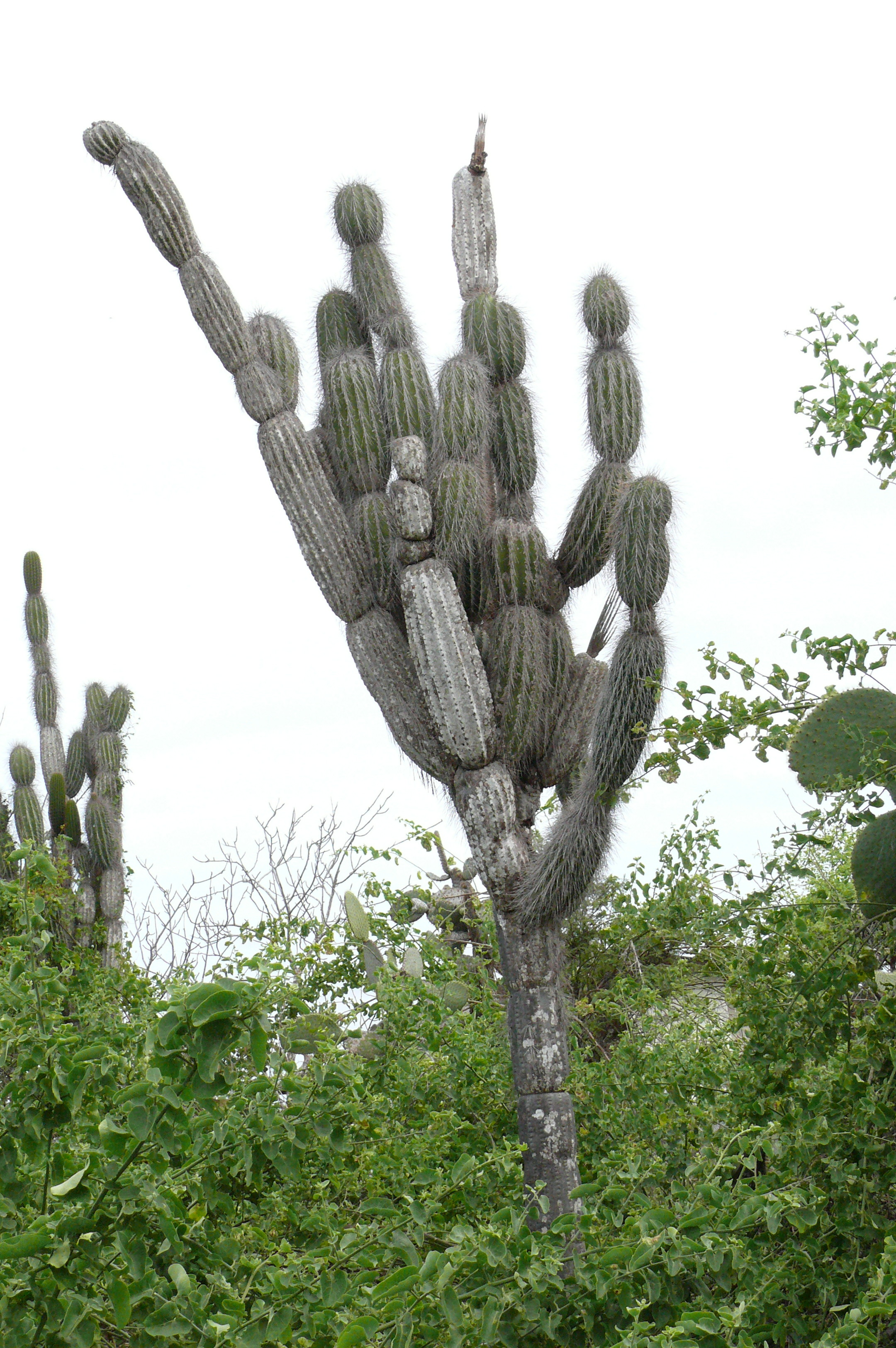
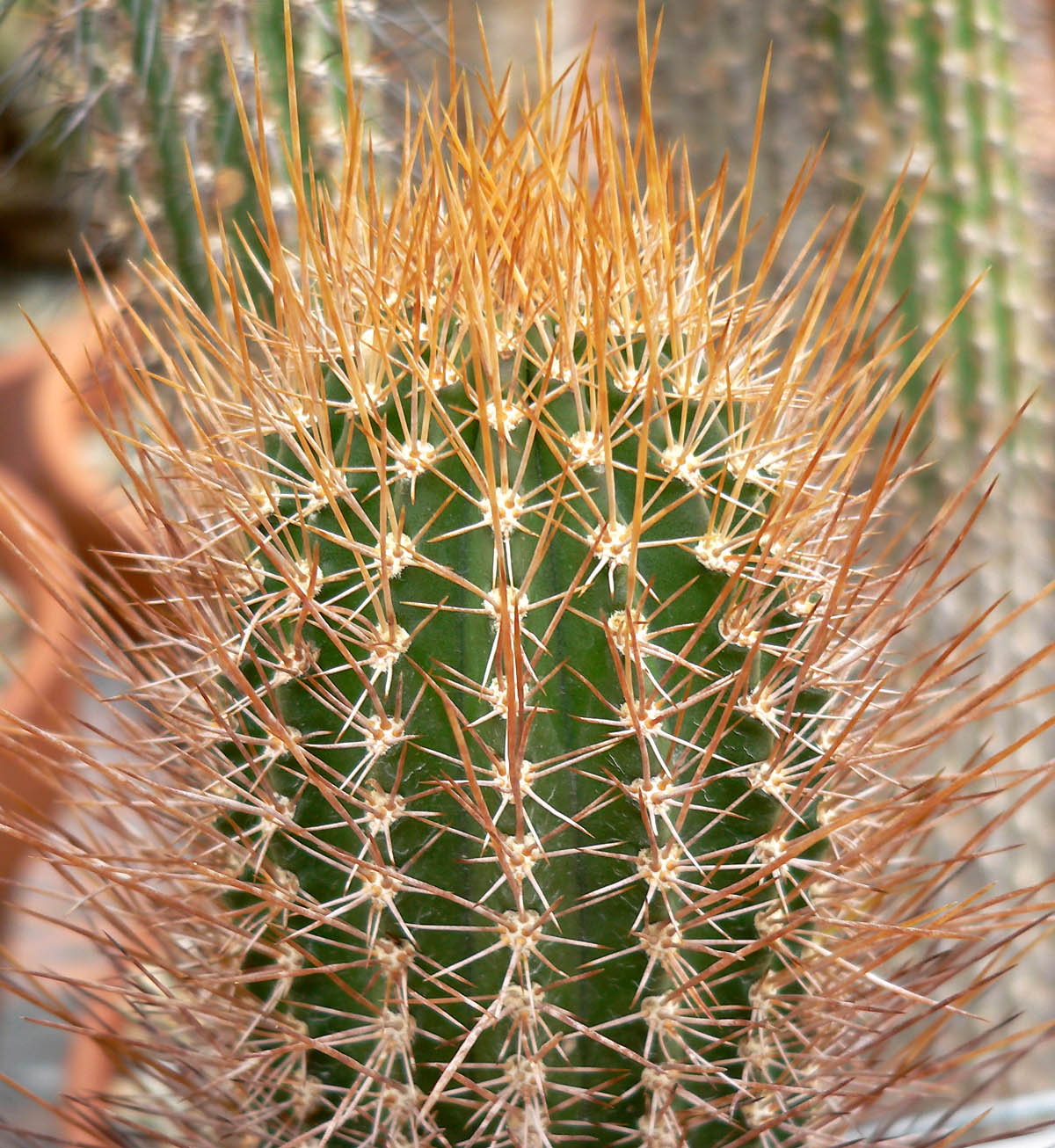